# 明日 (平原綾香の曲)
「明日」（あした）は、日本の歌手平原綾香の2枚目のシングル。2004年2月18日発売。2005年1月26日に7枚目のシングルとして再発売された。

## 概要
- フジテレビ系木曜劇場「優しい時間」主題歌。
- 初回盤には「Jupiter」のPV収録のDVD付き。
- 2011年にサントリーフーズ「BOSS レインボーマウンテンブレンド」「2011特別」篇のCMソングとして起用された。

## 収録曲

### 2004年
1. 明日(4:12)
作詞：松井五郎、作曲：A.Gagnon、編曲：小林信吾
2. 明日 ～Vocal-less Track～(4:16)
3. Jupiter ～Vocal-less Track～(6:05)
作詞：吉元由美、作曲：G.Holst、編曲：坂本昌之

### 2005年
1. 明日(4:08)
2. ありがとう(4:46)
作詞：松井五郎、作曲：A.Gagnon、編曲：渡辺俊幸
3. 明日 ～Vocal-less Track～(4:12)
4. ありがとう ～Vocal-less Track～(4:45)

## 収録アルバム
- オリジナル『ODYSSEY』（2004年2月18日）
- ベスト『Jupiter〜平原綾香ベスト〜』（2008年2月13日）
- 岩崎宏美『Dear Friends IV』（2008年10月22日）